# Lukas Schlemmer
Pour les articles homonymes, voir Schlemmer.
Lukas Schlemmer, né le 5 mars 1995 à Graz, est un coureur cycliste autrichien.

## Biographie
Il met un terme à sa carrière cycliste à l'issue de la saison 2020. 

## Palmarès et résultats

### Palmarès par année
- 2011
  - 3e du championnat d'Autriche sur route cadets
- 2013
  - 3e du championnat d'Autriche sur route juniors
- 2016
  -  Champion d'Autriche du critérium
  - 2e étape du Tour de Berlin
  - 3e du championnat d'Autriche sur route espoirs
- 2017
  -  Champion d'Autriche sur route espoirs
  - Tour du Burgenland
- 2018
  - 2e étape du Szlakiem Walk Majora Hubala
  - 2e du Grand Prix Laguna
  - 2e du Tour du Burgenland
- 2019
  - Prologue du Tour de Haute-Autriche

### Classements mondiaux
| Année           | 2014   | 2015 | 2016   | 2017   | 2018 |
| --------------- | ------ | ---- | ------ | ------ | ---- |
| UCI Europe Tour | 1 011e |      | 1 107e | 1 164e | 780e |